# Балтички народи
Балтички народи, или само Балти, су народи који говоре балтичке језике, који, заједно са словенским језицима чине балтословенску грану индоевропске породице језика. Данашње балтичке народе чине Литванци и Летонци, док су у прошлости постојали и други балтички народи као што су Пруси, Јатвјаги и други.

## Популација и дијаспора
Балтички народи (данас Литванци и Летонци), иако претежно живе у својим матичним земљама, велики број њих живи и у Русији, Украјини (због велике имиграције за време Совјетског Савеза), англофоним земљама, Немачкој итд.
Процењује се број припадника ове скупине достиже шест милиона.

## Религија
Литванци су већином римокатоличке вероисповести, док су Летонци претежно протестанти.